# دشت آرارات
دشت آرارات (به ارمنی Արարատյան դաշտ - به انگلیسی Ararat plain)، کلمه «دشت» به زبان ارمنی
[dašt - դաշտ] برگرفته از زبان پارسی میانه است که اشاره به یکی از بزرگترین فلات ارمنستان می‌باشد. دشت آرارات امتداد غرب حوضه دریاچه سوان تا دامنه‌های کوه گغاما و از شمال تا مرز دشت کوه آراگاتس و از جنوب غرب تا کوه آرارات امتداد می‌یابد. دشت آرارات به دو بخش تقسیم شده است که بخش شمالی آن توسط رود ارس که در ارمنستان واقع شده و بخش جنوب غربی آن در ترکیه.

## نگارخانه

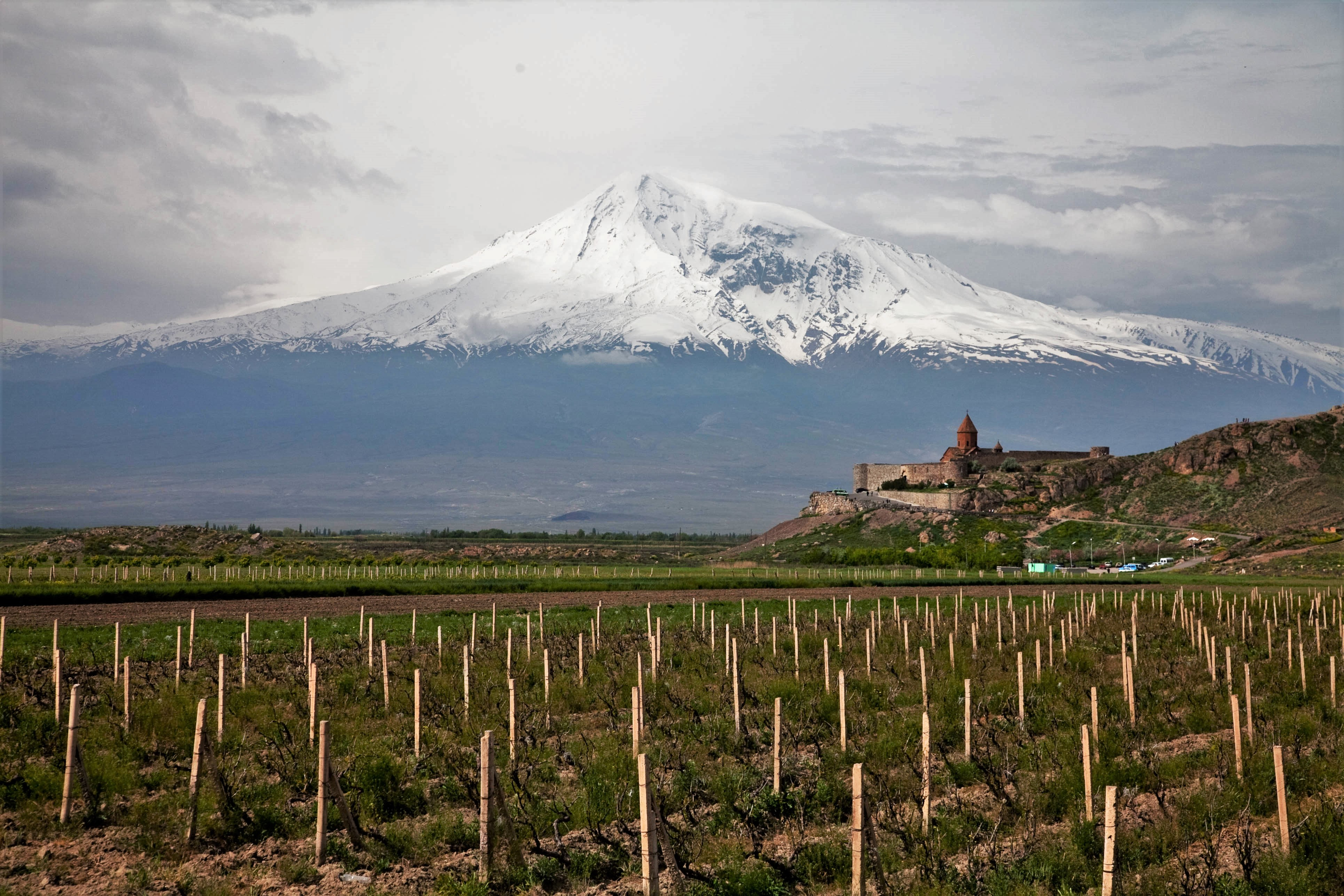
صومعه خور ویراپ
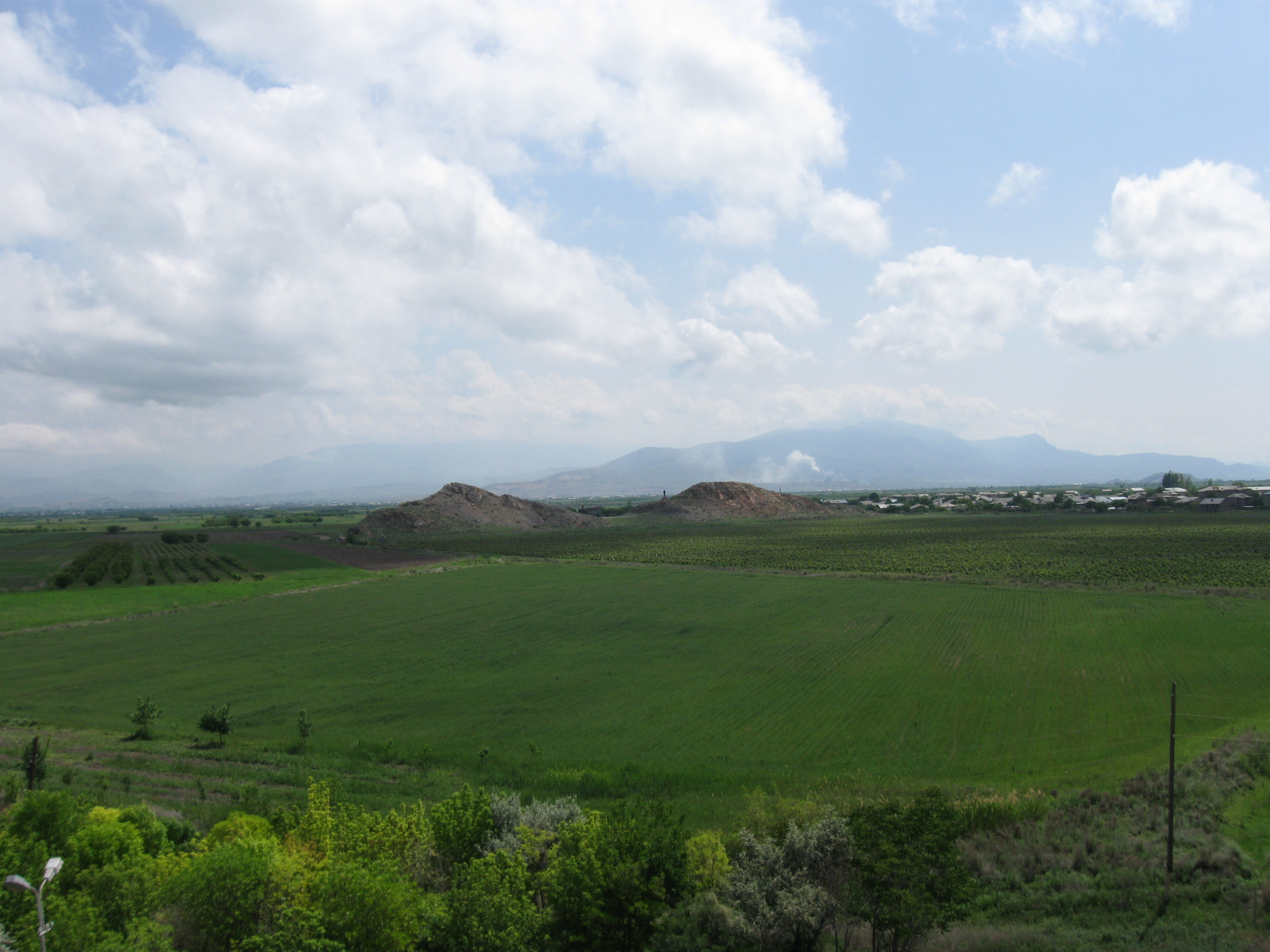
دشت آرارات
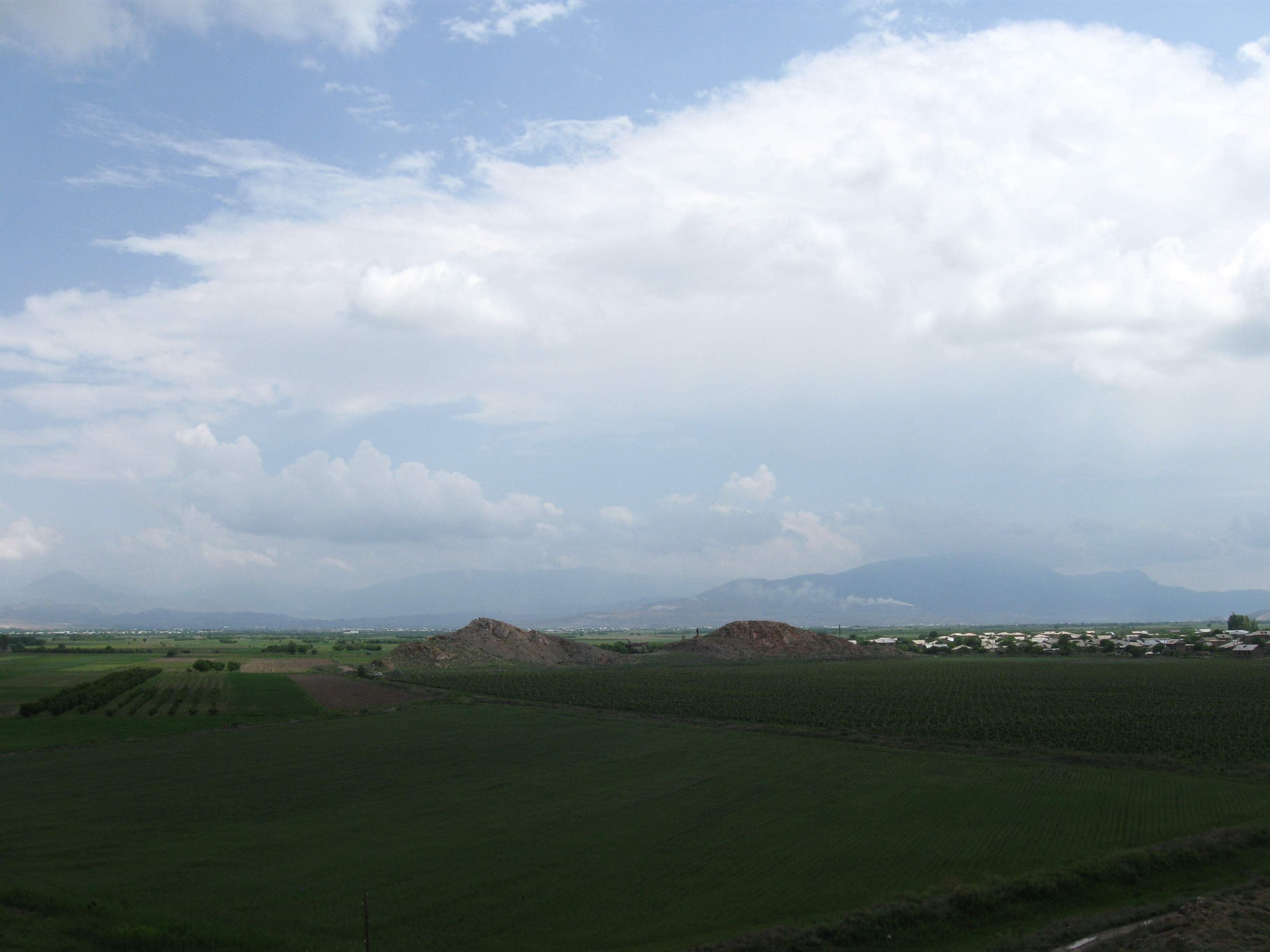
دشت آرارات
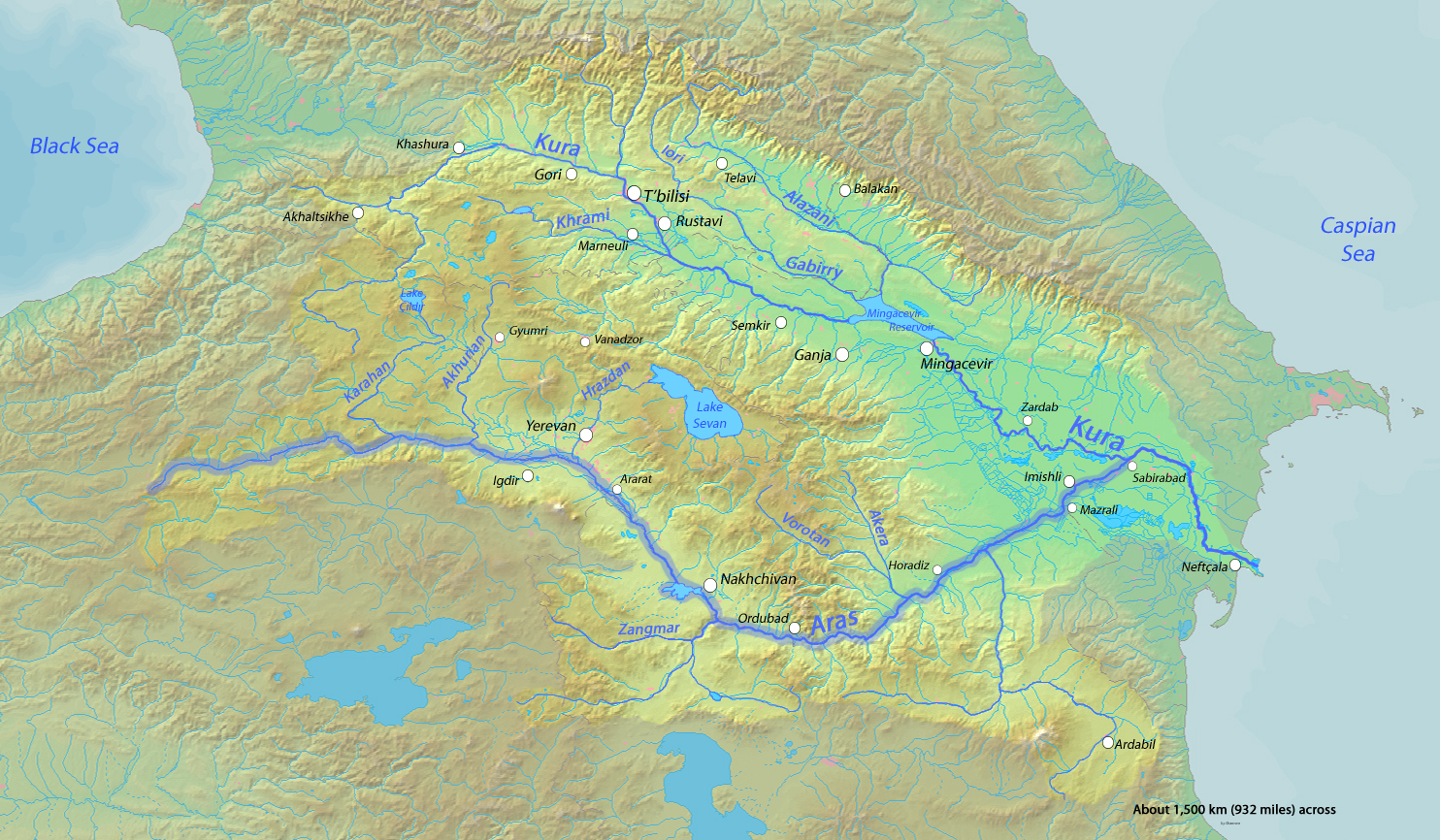
رود ارس که از دشت آرارات و از استان آرارات می‌گذرد.